# Air Guinée
Compagnie Nationale Air Guinée var ett flygbolag ifrån Guinea som flög AN-24, AN-26 och Iljushin Il-18. Huvudkontoret fanns i Conakry.